# Bolivarische Zirkel
Die Bolivarischen Zirkel (span. Círculos bolivarianos) bildeten eine politische und soziale Organisation in Venezuela, die im Jahre 2001 durch den Präsidenten Hugo Chávez initiiert wurden und etwa 2,3 Millionen Mitglieder zählten. Sie sind nach Simón Bolívar benannt, dem Unabhängigkeitskämpfer, auf den die Transformation des Großteils der spanischen Kolonien zu unabhängigen Staaten zurückgeht.
Die Zirkel waren Nachbarschaftsräte, welche die venezolanische Gesellschaft basisdemokratisch neu organisieren und die Bolivarische Revolution vorantreiben sollten. Diese Räte waren anfangs stark von der Regierung Chávez’ und deren Bürokratie abhängig, welche Kandidaten für die Räte bestimmten, unter denen man wählen konnte. Spontane, herausfordernde Akte, so wie das Verlassen der Räte, um eigene Kandidaten zu wählen, hatten ihnen Unabhängigkeit gegeben, und sie zu einer starken gesellschaftlichen Kraft gemacht, die mit jener der Sowjets (russisch: Сове́т = Rat) im vorrevolutionären Russland vergleichbar waren. Sie wurden oft als revolutionärster Flügel der venezolanischen Gesellschaft betrachtet. Sie besetzten Fabriken und große Besitzungen und kämpften gegen Bürokraten, die zum reformistischen Flügel gehörten. Vielleicht in Anspielung auf diese Rolle lautete einer ihrer Slogans: „Revolution, mit oder ohne Chávez“. Damit deuteten sie auch an, dass ihr Bestreben, eine sozialistische oder sogar kommunistische Gesellschaft aufzubauen, nicht an irgendwelche charismatische Politiker gebunden war.
Chávez selber hatte diese Positionen, welche ursprünglich linker waren als seine eigenen, immer weniger angegriffen und sogar einige Ideen, die aus den Zirkeln stammten, übernommen. So verstaatlichte er z. B. die Papierfabrik Venepal (siehe Artikel Hugo Chávez), und äußerte, dass der Sozialismus der einzige Weg voran sei.
Venezolaner, die sich gegen Chávez stellten, sowie Analytiker hielten diese Zirkel für extreme und gefährliche Organisationen, die möglicherweise Terrorakte verüben könnten und machten sie für die wachsende politische Gewalt im Land verantwortlich. Auch Lina Ron, Gründerin der Chávez unterstützenden Unidad Popular Venezolana und selber Vorsteherin eines Zirkels sagte, die Zirkel seien bis auf die Zähne bewaffnet. Dagegen bestritt Chávez die Bewaffnung.
Ab Mai 2002 wurden die 80.000 Zirkel binnen Monaten zu 130.000, was allgemein als Bluff oder als Vorbereitung auf einen befürchteten weiteren Staatsstreich nach dem Putsch vom 11. April gesehen wurde.
Durch die Schaffung der Missiones und anderer Räte wurden die Zirkel weniger bedeutend. Im Mai 2017 verglich die venezolanische staatliche Nachrichtenagentur die Vorwürfe gegen die Colectivos im 2017 mit den damaligen Vorwürfen gegen die Zirkel.
Siehe auch: Bolivarianische Revolution